# Luigi Vittorio di Savoia-Carignano
Luigi Vittorio di Savoia (Parigi, 25 settembre 1721 – Torino, 16 dicembre 1778) fu il quarto principe di Carignano.
Fu il padre di Maria Teresa Luisa, principessa di Lamballe, amica intima della regina Maria Antonietta di Francia, uccisa durante la Rivoluzione francese. Fu inoltre padre di Eugenio Ilarione, iniziatore del ramo dei Savoia-Villafranca. Fu trisavolo di Vittorio Emanuele II di Savoia, primo re d'Italia, da cui discendono i membri dell'attuale ex famiglia reale.

## Biografia

### Infanzia

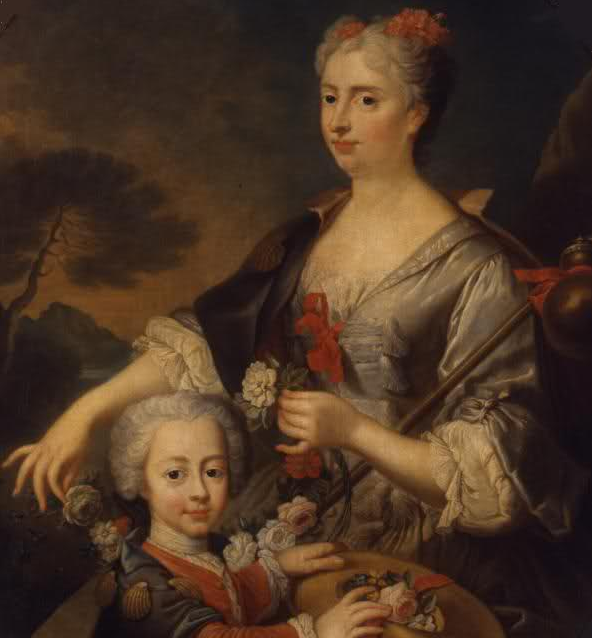
Luigi Vittorio ritratto in tenera età con la madre Maria Vittoria Francesca di Savoia nel 1725 circa, Palazzo Madama e Casaforte degli Acaja, Torino

Figlio secondogenito di Vittorio Amedeo (nipote di Tommaso Francesco di Savoia-Carignano, fondatore della dinastia) e di Maria Vittoria Francesca di Savoia (figlia legittimata di Vittorio Amedeo II di Savoia), Luigi Vittorio divenne erede del principato di Carignano alla morte del fratello Giuseppe Vittorio Amedeo morto a cinque mesi nel 1716. Fu tenuto a battesimo dal re Luigi XV di Francia e da allora la sua famiglia iniziò a legarsi profondamente anche con la Francia dei Borboni dal momento che sua sorella maggiore Anna Teresa sposerà poi il nobile Charles de Rohan e diverrà per matrimonio Principessa di Soubise, nonché madre di Madame de Guéméné, governante dei figli di Maria Antonietta e Luigi XVI.
Luigi Vittorio nacque dunque a Parigi, dove il padre si era stabilito e conduceva una vita dissoluta sperperando gran parte dei suoi averi in giochi di azzardo.

### Ritorno in Piemonte e matrimonio

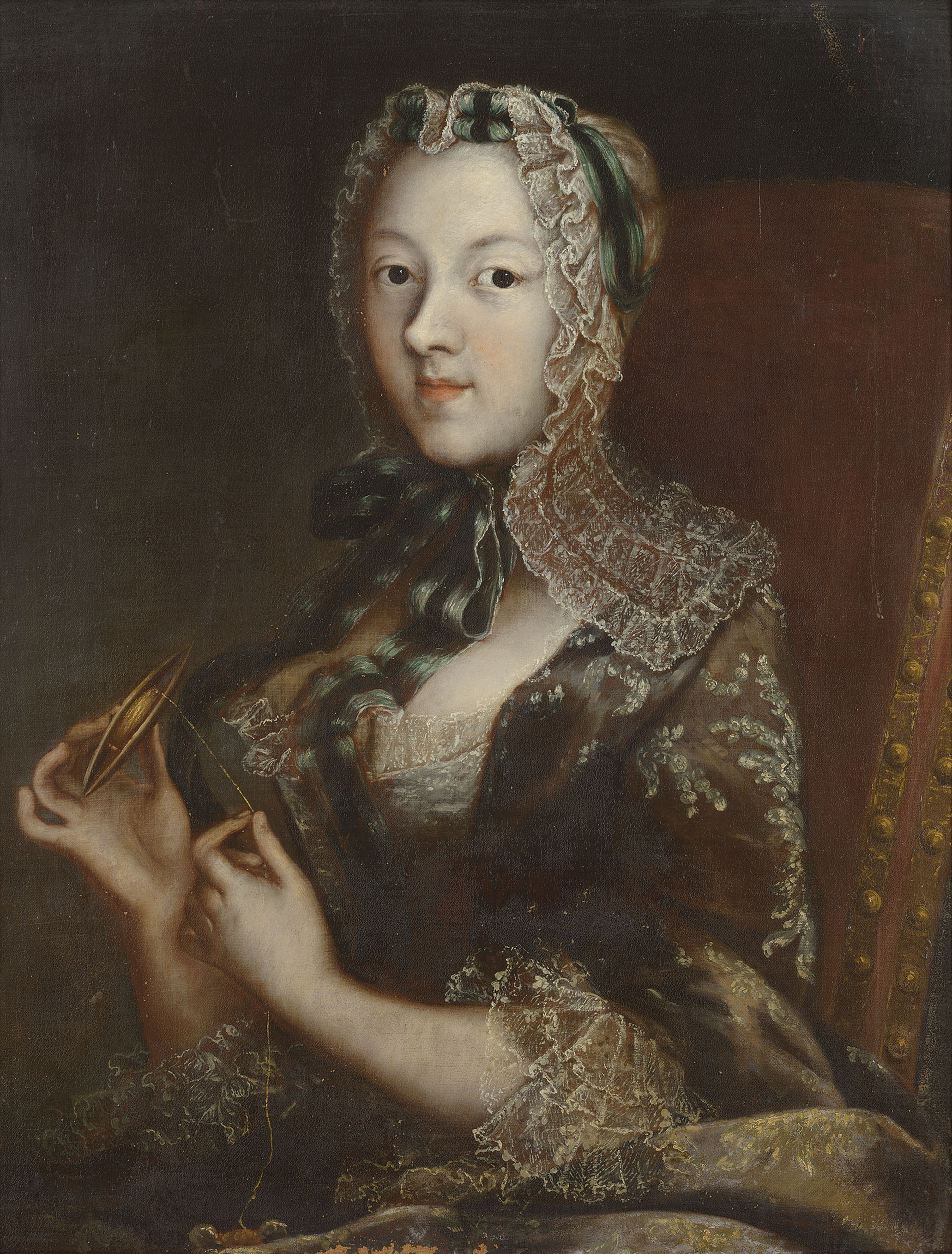
Cristina Enrichetta d'Assia-Rheinfels-Rotenburg in un ritratto di scuola piemontese del XVIII secolo

Per fare fronte ai debiti contratti del padre, ancora prima della morte di quest'ultimo, Luigi Vittorio prese le redini delle finanze di casa e si ritrovò a vendere i beni posseduti dalla sua famiglia in Francia per liquidare i debiti accumulati dal genitore. Decise quindi di abbandonare il padre a Parigi e di fare ritorno in Piemonte, ponendo la sua residenza alternativamente tra Racconigi e Torino.
Fu proprio a Torino che Luigi Vittorio sposò il 4 maggio 1740 la principessa Cristina Enrichetta d'Assia-Rheinfels-Rotenburg, sorella della defunta regina di Sardegna, Polissena Cristina. La coppia ebbe insieme otto figli in totale tra cui l'erede al titolo Vittorio Amedeo II. Tra le figlie si ricorda Maria Teresa Luisa di Savoia, meglio conosciuta come la Principessa di Lamballe amica intima di Maria Antonietta di Francia, che troverà la morte tragicamente nel corso della Rivoluzione francese.

### Principe di Carignano
Luigi Vittorio crebbe dunque effettivamente a corte dai Savoia e nel 1741, alla morte di suo padre, gli succedette nel titolo di Principe di Carignano inserendosi perfettamente nella nobiltà sabauda in un contesto che egli sentiva a sé più famigliare e redditizio che non la Francia di metà Settecento. Tenuto in gran considerazione da Carlo Emanuele III, divenne capitano generale dei regi eserciti.
Promosse il rifacimento della facciata del Castello Reale di Racconigi, affidando progetto e esecuzione, nel 1757, all'architetto Giovanni Battista Borra.
Nel 1762 cedette il feudo di Busca al Regio Patrimonio.

### Morte
Morì nel 1778 e venne sepolto nella cripta reale della basilica di Superga; alla morte gli successe il figlio Vittorio Amedeo.

## Discendenza
Luigi Vittorio e Cristina Enrichetta ebbero nove figli:
1. principessa Carlotta Maria Luisa  di Savoia (Torino, 17 agosto 1742 - 20 febbraio 1794) morì nubile;
2. Vittorio Amedeo (Torino, 31 ottobre 1743 - settembre 1780) sposa Giuseppina di Lorena; alla morte del padre gli succede con il nome di Vittorio Amedeo II di Savoia-Carignano;
3. principessaLeopoldina Maria di Savoia (Torino, 21 dicembre 1744 – Roma, 17 aprile 1807) sposa il principe Andrea Doria Landi Pamphili, Principe di Melfi. Nella discendenza diretta di questa unione, troviamo le grandi famiglie italiane quali: i Caracciolo di Avellino, i Doria Panphili; i Doria d'Angri, i Savelli di Cerenzia, i Paternò di Montecupo e San Nicola, i Pignatelli Aragona, i di Sangro di Fondi, i Visconti di Modrone, i Sanfelice di Bagnoli.
4. Polissena Teresa (Torino, 31 ottobre 1746 - 20 dicembre 1762) non sposata;
5. principessa Gabriella di Savoia (Torino, 17 maggio 1748 - Vienna, 10 aprile 1828) sposa Ferdinando Filippo Giuseppe, principe di Lobkowicz da cui discende l'attuale Casa di Lobkowicz;
6. principessa Maria Luisa Teresa di Savoia (Torino, 8 settembre 1749 – Parigi, 3 settembre 1792) sposa Luigi Alessandro Giuseppe di Borbone, principe di Lamballe; fu uccisa durante la Rivoluzione francese;
7. principe Tommaso Maurizio  di Savoia (Torino, 6 marzo 1751 - 23 luglio 1753);
8. Eugenio Ilarione di Savoia (Torino, 21 ottobre 1753 - 30 giugno 1785) sposa con non pochi problemi da parte delle corti di Torino e di Francia Elisabetta Magon. Inizia il ramo dei Savoia-Villafranca;
9. principessa Caterina Maria Luisa Francesca di Savoia (Torino, 4 aprile 1762 - 4 settembre 1823) sposa Don Filippo III Colonna, 11º Principe di Paliano.

## Ascendenza
|                                        |                             |                                           | Genitori                       |  |  | Nonni |  |  | Bisnonni                              |  |  | Trisnonni                  |  |
|                                        |                             |                                           |                                |  |  |       |  |  | Tommaso Francesco di Savoia-Carignano |  |  | Carlo Emanuele I di Savoia |  |
|                                        |                             |                                           |                                |  |  |       |  |  | Tommaso Francesco di Savoia-Carignano |  |  | Carlo Emanuele I di Savoia |  |
|                                        |                             | Caterina Michela d'Asburgo                |                                |  |  |       |  |  | Tommaso Francesco di Savoia-Carignano |  |  |                            |  |
| Emanuele Filiberto di Savoia-Carignano |                             |                                           |                                |  |  |       |  |  | Tommaso Francesco di Savoia-Carignano |  |  |                            |  |
|                                        |                             | Maria di Borbone-Soissons                 | Carlo di Borbone-Soissons      |  |  |       |  |  |                                       |  |  |                            |  |
|                                        |                             | Maria di Borbone-Soissons                 | Carlo di Borbone-Soissons      |  |  |       |  |  |                                       |  |  |                            |  |
|                                        |                             | Maria di Borbone-Soissons                 | Anna di Montafià               |  |  |       |  |  |                                       |  |  |                            |  |
| Vittorio Amedeo I di Savoia-Carignano  |                             | Maria di Borbone-Soissons                 |                                |  |  |       |  |  |                                       |  |  |                            |  |
|                                        |                             | Borso d'Este                              | Cesare d'Este                  |  |  |       |  |  |                                       |  |  |                            |  |
|                                        |                             | Borso d'Este                              | Cesare d'Este                  |  |  |       |  |  |                                       |  |  |                            |  |
|                                        |                             | Borso d'Este                              | Virginia de' Medici            |  |  |       |  |  |                                       |  |  |                            |  |
| Maria Caterina d'Este                  |                             | Borso d'Este                              |                                |  |  |       |  |  |                                       |  |  |                            |  |
|                                        |                             | Ippolita d'Este                           | Luigi I d'Este                 |  |  |       |  |  |                                       |  |  |                            |  |
|                                        |                             | Ippolita d'Este                           | Luigi I d'Este                 |  |  |       |  |  |                                       |  |  |                            |  |
|                                        |                             | Ippolita d'Este                           | Violante Segni                 |  |  |       |  |  |                                       |  |  |                            |  |
| Luigi Vittorio di Savoia-Carignano     |                             | Ippolita d'Este                           |                                |  |  |       |  |  |                                       |  |  |                            |  |
|                                        | Carlo Emanuele II di Savoia | Vittorio Amedeo I di Savoia               |                                |  |  |       |  |  |                                       |  |  |                            |  |
|                                        | Carlo Emanuele II di Savoia | Vittorio Amedeo I di Savoia               |                                |  |  |       |  |  |                                       |  |  |                            |  |
|                                        | Carlo Emanuele II di Savoia | Cristina di Borbone-Francia               |                                |  |  |       |  |  |                                       |  |  |                            |  |
| Vittorio Amedeo II di Savoia           | Carlo Emanuele II di Savoia |                                           |                                |  |  |       |  |  |                                       |  |  |                            |  |
|                                        |                             | Maria Giovanna Battista di Savoia-Nemours | Carlo Amedeo di Savoia-Nemours |  |  |       |  |  |                                       |  |  |                            |  |
|                                        |                             | Maria Giovanna Battista di Savoia-Nemours | Carlo Amedeo di Savoia-Nemours |  |  |       |  |  |                                       |  |  |                            |  |
|                                        |                             | Maria Giovanna Battista di Savoia-Nemours | Elisabetta di Borbone-Vendôme  |  |  |       |  |  |                                       |  |  |                            |  |
| Maria Vittoria Francesca di Savoia     |                             | Maria Giovanna Battista di Savoia-Nemours |                                |  |  |       |  |  |                                       |  |  |                            |  |
|                                        |                             | Louis Charles d'Albert de Luynes          | Carlo d'Albert                 |  |  |       |  |  |                                       |  |  |                            |  |
|                                        |                             | Louis Charles d'Albert de Luynes          | Carlo d'Albert                 |  |  |       |  |  |                                       |  |  |                            |  |
|                                        |                             | Louis Charles d'Albert de Luynes          | Marie de Rohan-Montbazon       |  |  |       |  |  |                                       |  |  |                            |  |
| Giovanna Battista d'Albert de Luynes   |                             | Louis Charles d'Albert de Luynes          |                                |  |  |       |  |  |                                       |  |  |                            |  |
|                                        |                             | Anne de Rohan                             | Hercule de Rohan               |  |  |       |  |  |                                       |  |  |                            |  |
|                                        |                             | Anne de Rohan                             | Hercule de Rohan               |  |  |       |  |  |                                       |  |  |                            |  |
|                                        |                             | Anne de Rohan                             | Marie de Bretagne d'Avaugour   |  |  |       |  |  |                                       |  |  |                            |  |
|                                        |                             | Anne de Rohan                             |                                |  |  |       |  |  |                                       |  |  |                            |  |